# 7998 Gonczi
7998 Gonczi este un asteroid din centura principală de asteroizi.

## Descriere
7998 Gonczi este un asteroid din centura principală de asteroizi. A fost descoperit pe 15 mai 1985 la Stația Anderson Mesa de Edward L. G. Bowell. El prezintă o orbită caracterizată de o semiaxă mare de 2,35 ua, o excentricitate de 0,12 și o înclinație de 5,6° în raport cu ecliptica.